# Třída Re Umberto
Třída Re Umberto byla třída obrněných lodí Italského královského námořnictva. Celkem byly postaveny tři jednotky této třídy. Ve službě byly v letech 1893–1923. Dvě se ještě účastnily první světové války.

## Stavba
Plavidla navrhl italský konstruktér Benedetto Brin. První dvě jednotky této třídy (Re Umberto a Sicilia) byly objednány v rámci programu pro rok 1883, přičemž Brin prosadil stavbu třetí jednotky Sardegna v rámci programu pro rok 1885. Do konstrukce třetí jednotky Sardegna byla zapracována některá zlepšení. Například to byla první italská válečná loď vybavená parními stroji s trojnásobnou expanzí a byla to též jedna z prvních válečných lodí vybavených telegrafem. V letech 1884–1895 plavidla postavily italské loděnice Castellamare di Stabia, Arsenale di Venezia a Arsenale di La Spezia.
Jednotky třídy Re Umberto:
| Jméno      | Loděnice               | Založení kýlu     | Spuštěna         | Vstup do služby | Poznámka |
| ---------- | ---------------------- | ----------------- | ---------------- | --------------- | --- |
| Re Umberto | Castellamare di Stabia | 10. července 1884 | 17. října 1888   | 16. února 1893  | Vyřazena 1912, využívána jako mateřská loď pro bitevní loď Andrea Doria. V letech 1915–1918 byla reaktivována jako plovoucí baterie operující z Brindisi a Valony. V roce 1918 byla upravována, aby se mohla zapojit do plánovaného (ale nerealizovaného) obsazení základny v Pule. Vyřazena 1920. |
| Sicilia    | Arsenale di Venezia    | 3. listopadu 1884 | 6. července 1891 | 4. května 1895  | Vyřazena 1914. Za války byla reaktivována jako mateřská a opravárenská loď se základnou v Tarantu. Vyřazena 1923. |
| Sardegna   | Arsenale di La Spezia  | 24. října 1885    | 20. září 1890    | 16. února 1895  | Vyřazena 1923. |

## Konstrukce

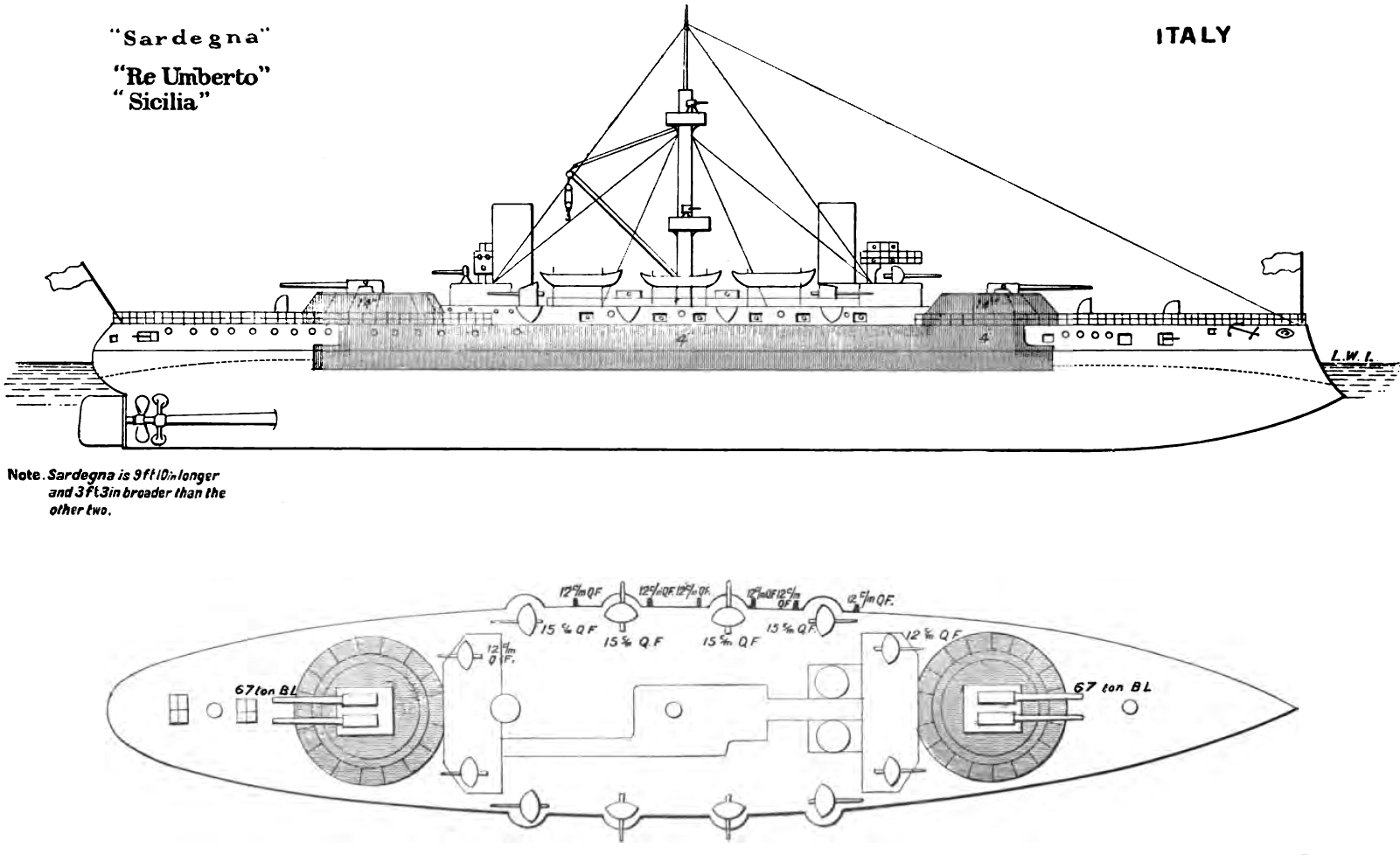
Základní uspořádání třídy

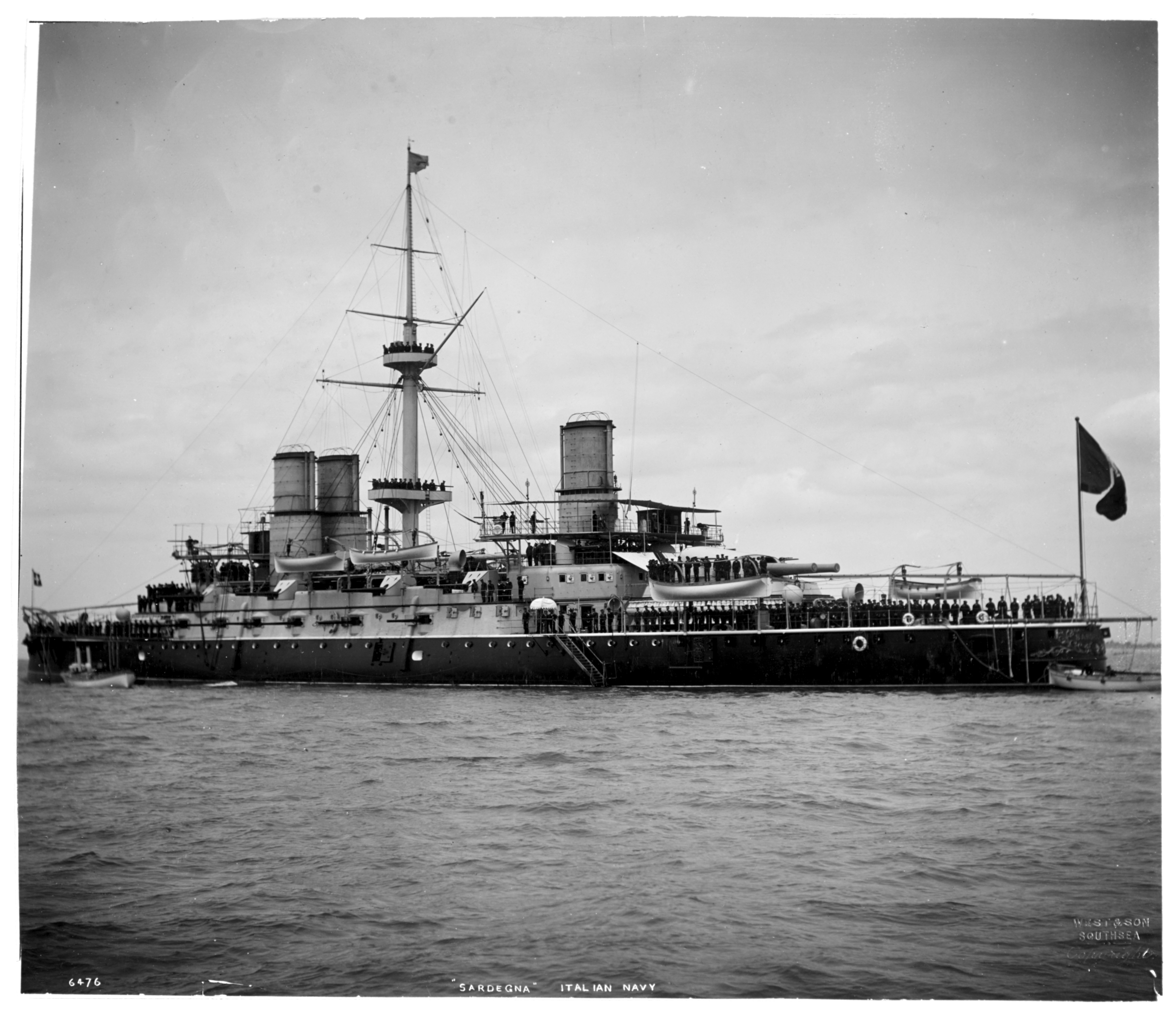
Sardegna

Hlavní výzbroj tvořily čtyři 343mm kanóny umístěné po dvou v barbetách na přídi a na zádi. Sekundární výzbroj představovalo osm 152mm kanónů. Lehkou výzbroj tvořilo šestnáct 57mm kanónů a deset 37mm kanónů. Výzbroj doplňovalo pět 450mm torpédometů.
Pohonný systém jednotlivých plavidel se lišil. Re Umberto měla 18 kotlů a čtyři parní stroje s trojnásobnou expanzí o výkonu 17 000 hp, které poháněly dva lodní šrouby. Nejvyšší rychlost dosahovala 18,2 uzlu. Dosah byl 4000–6000 námořních mil při rychlosti 10 uzlů. Bitevní loď Sicilia měla výkon 19 131 hp a dosahovala rychlosti 20,1 uzlu a její sesterská loď Sardegna měla výkon 22 800 hp a dosahovala rychlosti 20,3 uzlu.